# Call and response: the remix album
Call and Response: The Remix Album es el álbum de remix de Maroon 5, lanzado el 9 de diciembre de 2008. Está compuesto de remixes de sus sencillos que han sido éxitos y de las pistas de sus primeros dos discos de estudios Songs About Jane y It Won't Be Soon Before Long por varios artistas y productores.    

## Lista de canciones
|    | Título                           | Artista Colaborador | Productor(es)                |
| -- | -------------------------------- | ------------------- | ---------------------------- |
| 1  | "If I Never See Your Face Again" | Cross               | Swizz Beats                  |
| 2  | "Wake Up Call"                   | Mary J. Blige       | Mark Ronson                  |
| 3  | "Sunday Morning"                 |                     | Questlove                    |
| 4  | "Makes Me Wonder"                |                     | Just Blaze                   |
| 5  | "This Love"                      |                     | Tricky Stewart               |
| 6  | "She Will Be Loved"              |                     | Pharrell Williams            |
| 7  | "Shiver"                         |                     | DJ Quik                      |
| 8  | "Wake Up Call"                   | David Banner        | David Banner                 |
| 9  | "Harder To Breathe"              | The Cool Kids       | The Cool Kids                |
| 10 | "Little Of Your Time"            |                     | Bloodshy & Avant             |
| 11 | "Little Of Your Time"            |                     | of Montreal                  |
| 12 | "Goodnight Goodnight"            |                     | Deerhoof                     |
| 13 | "Not Falling Apart"              |                     | DJ Tiësto                    |
| 14 | "Better That We Break"           |                     | Ali Shaheed Muhammad         |
| 15 | "Secret"                         |                     | DJ Premier                   |
| 16 | "Woman"                          |                     | Sam Farrar de Phantom Planet |
| 17 | "This Love"                      |                     | Cut Copy                     |
| 18 | "If I Never See Your Face Again" | Rihanna             | Paul Oakenfold               |

- Uno de los remix para "Goodnight Goodnight" producido por Kno de los CunninLynguists no fue incluido en el álbum.[2]

## Posiciones
El álbum debutó en la posición #73 del Billboard 200.
| Año  | País                      | Listas        | Posición |
| ---- | ------------------------- | ------------- | -------- |
| 2008 | Bandera de Estados Unidos | Billboard 200 | 73       |